# Joan Maragall
Joan Maragall Gorina (Barcellona, 10 ottobre 1860 – Barcellona, 20 dicembre 1911) è stato uno scrittore spagnolo.

## Biografia
Dopo gli studi intraprese la carriera di avvocato per qualche anno per poi dedicarsi al giornalismo lavorando alla redazione del Diario de Barcelona.
Fautore dell'indipendenza della Catalogna e presidente dell'Ateneu Barcelonés, criticò aspramente la Spagna come arretrata e tradizionalista rispetto al resto d'Europa più avanti in questi campi e partecipando alle iniziative rinnovatrici poste allora in essere dalla generazione del 98 (1898).
Caratteristica della sua produzione è il bilinguismo: per le opere in versi preferiva la lingua catalana, nelle opere in prosa quella castigliana.
Tradusse molte opere di scrittori classici (Omero, Pindaro) e contemporanei (Goethe, Novalis).

## Opere
- Poesies, 1895
- Visions i Cants, 1900
- Les Disperses, 1904
- Enllà, 1906
- Seqüències, 1911
  - comprende il poema La fageda d'en Jordà